# Ernst von Schneider
Ernst Heinrich Paul Schneider, seit 1914 Ritter von Schneider, (* 16. Februar 1846 in Obernzenn; † 12. Juni 1914 in München) war ein deutscher Reichsgerichtsrat.

## Leben
Der Sohn eines Pfarrers studierte nach dem Besuch der Gymnasien in Bamberg und Ansbach Rechtswissenschaften in Erlangen und Leipzig. Während seines Studiums wurde er in Erlangen im Winter-Semester 1863/64 Mitglied der Burschenschaft der Bubenreuther. Er bestand 1867 die erste Staatsprüfung mit bestem Erfolg und war als Rechtspraktikant in Ansbach und Rothenburg tätig. 1870 legte er die zweite Staatsprüfung mit bestem Erfolg ab. Dann arbeitete er als Konzipient (Hilfsarbeiter) im Notariat und der Rechtsanwaltschaft. Er wurde 1879 Amtsrichter in Hof, 1886 Landgerichtsrat in Passau und 1897 Oberlandesgerichtsrat in Bamberg. 1899 kam er an das Reichsgericht. Er war im V. Zivilsenat bis zu seinem Ruhestand im Februar 1914 tätig. Für sein Wirken wurde er durch König Ludwig III. mit dem Ritterkreuz des Verdienstordens der Bayerischen Krone beliehen. Damit verbunden war die Erhebung in den persönlichen Adelstand und er durfte sich nach der Eintragung in die Adelsmatrikel am 25. Mai 1914 „Ritter von Schneider“ nennen. Er starb kurz darauf an Herzlähmung.
Schneider war verheiratet mit einer Tochter des Generalstaatsanwalts German Ritter von der Pfordten (1830–1915). Das Paar hatte zwei Töchter.

## Schriften
- Kommentar zum Zwangsversteigerungsgesetz
- Das Eintreten neben die Schuld eines anderen (intercessio cumulativa). In: Zeitschrift für Rechtspflege in Bayern. Band 5 (1909), S. 2.